# Stefan Stieber
Stefan Stieber (* 22. Dezember 1974 in Alzenau) ist ein deutscher Musikproduzent und Songwriter.

## Karriere
Insbesondere Mitte der 1990er Jahre konnte Stefan Stieber als Teil des Autoren- und Produzententeams um Magic Affair größere internationale Verkaufserfolge erzielen. "Magic Affair" erhielt 1994 den Musikpreis "Echo" für den "Best Dance Act national". Insgesamt wurden Tonträger, auf denen Songs von Stefan Stieber enthalten waren, knapp 3 Millionen Mal verkauft.
Ab 2006 spezialisierte sich Stieber mehr auf den Musikbereich Chill-Out. Die produzierten Titel werden regelmäßig digital, teilweise auch auf seinem eigenen Labe "4-Elements-Records", veröffentlicht. Ein besonderer Erfolg konnte mit dem Erreichen der Nummer-1-Position der deutschen All-Genre ITunes Charts im Dezember 2007 verbucht werden.
Für die DSDS-Künstlerin Lisa Bund schrieb und produzierte er 2008 die Titel "It´s christmas" und 2009 "Can´t breathe", zu dem auch ein Musikvideo gedreht wurde.  
2012 war er Co-Autor des Titels „Fire over Water“  das auf dem Album des englischen Star-DJs und Produzenten DJ Fresh veröffentlicht wurde. Das Album erreichte in United Kingdom Silber Status für mehr als +60.000 Verkäufe.  
Ab 2018 schreibt und produziert Stefan Stieber vor allem Musik im Genre Schlager und platziert sich mit seinen Kompositionen regelmäßig in den AirPlay Charts Konservativ. Auch in den offiziellen deutschen GFK-Album-Charts konnten sich Titel mit seiner Mitwirkung platzieren.   
Insgesamt hat Stefan Stieber bislang über 500  Titel veröffentlicht. 

## Diskographie

### Magic Affair Alben (Autor)
- 1994: Omen (The story continues...) (D #8, A #11, CH #7, NL #71, S #18)
- 1996: PhenOMENia (D #98)

Genre Schlager (Autor - Auszug)
- 2020 Das ist Liebe (Lisa Bund)
- 2020 Mein Wunder (Lisa Bund)
- 2020 Fast Perfekt (Vanessa Katarina)
- 2021 Hamburg im Regen (Angelique)
- 2021 Luxusgefühle (Lisa Bund)
- 2021 Polaroids (Anna-Carina Woitschak)

### Genre Dance/Electronic (Auszug)
- 1994: In The Middle Of The Night (D #16, A #14, UK #38, F #26, NL #29, S #16)
- 1997: Night Of The Raven (S #54)
- 1996: World Of Freedom (Remix) (FIN #15)
- 1998: No More Paparazzi
- 1999: Maze of my mind
- 2007: Le mere se calme
- 2007: The mood
- 2008: Stigmata Of Love
- 2008: Fall
- 2008: It´s christmas
- 2008: Riding on a cloud
- 2009: Over the mountain